# Haematopus longirostris
La beccaccia di mare orientale (Haematopus longirostris Vieillot, 1817) è un uccello della famiglia Haematopodidae.

## Distribuzione e habitat

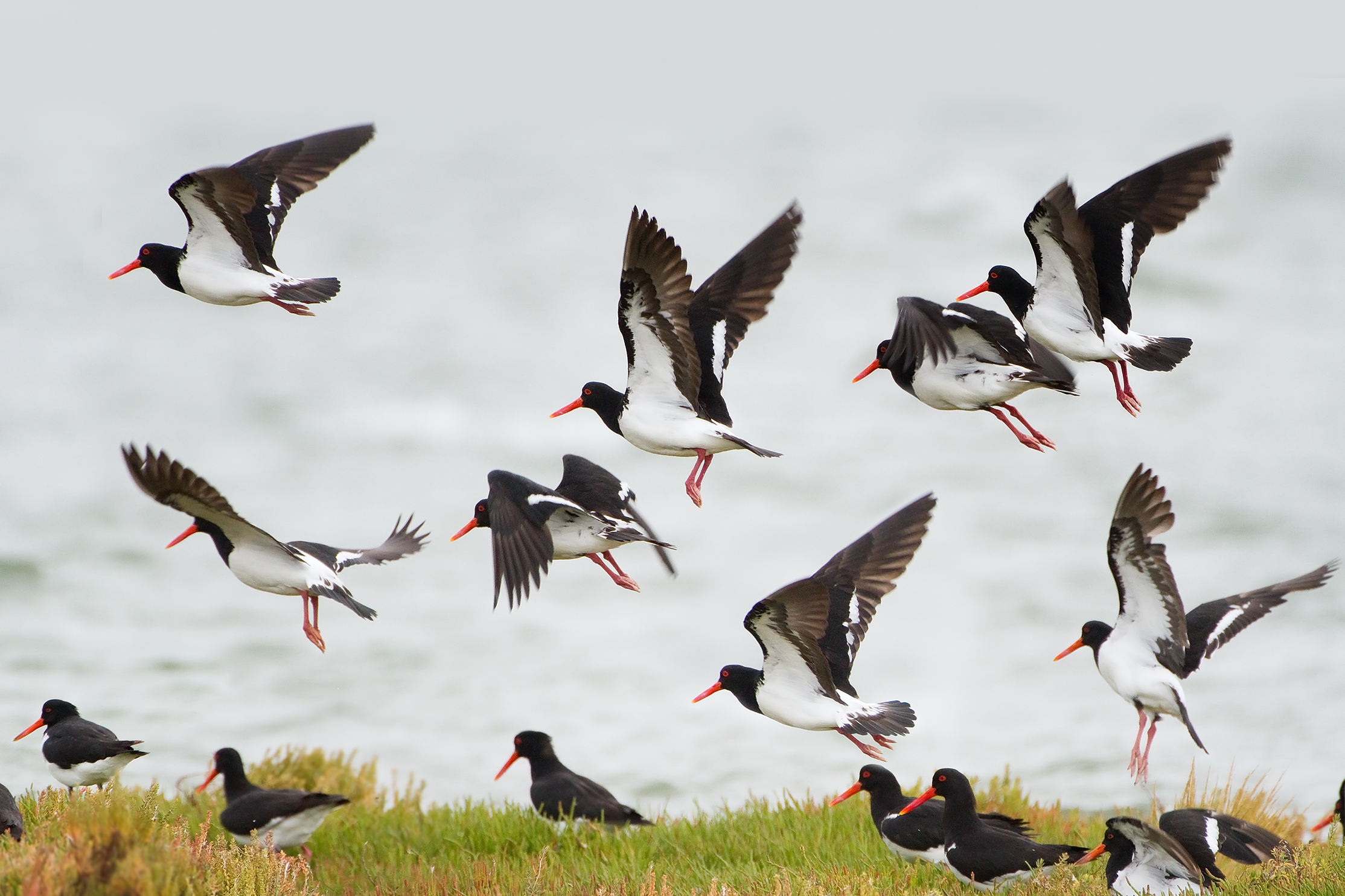
Beccacce di mare in volo

Questo uccello vive sulle coste sabbiose dell'Australia, della Nuova Zelanda, dell'Indonesia orientale e di Papua Nuova Guinea.